# 豊後水道地震
豊後水道地震（ぶんごすいどうじしん）とは、2024年（令和6年）4月17日23時14分（JST）に豊後水道で発生した気象庁マグニチュード (Mj) 6.6の地震である。愛媛県と高知県で最大震度6弱を観測した。
四国地方および愛媛・高知の2県で震度6弱以上の揺れを観測した地震の発生は、いずれも気象庁が現在の震度階級を導入した1996年（平成8年）以降では初である。

## 震度
震度5弱以上の揺れを観測した地域は以下の通り。
| 階級 | 都道府県 | 観測地点 |
| ---- | -------- | --- |
| 6弱  | 愛媛県   | 愛南町柏 |
| 6弱  | 高知県   | 宿毛市桜町 |
| 5強  | 愛媛県   | 宇和島市丸穂・吉田町 |
| 5弱  | 愛媛県   | 宇和島市住吉町・津島町・三間町、八幡浜市五反田、大洲市肱川町、西予市野村町・城川町・宇和町・三瓶町・明浜町、内子町内子、愛媛鬼北町近永、愛南町船越・一本松・城辺 |
| 5弱  | 高知県   | 宿毛市片島 |
| 5弱  | 大分県   | 佐伯市蒲江蒲江浦・上浦・米水津、津久見市宮本町 |

このほか東海地方から九州地方にかけての広範囲で震度1以上の揺れを観測した。また韓国の気象庁は、釜山、慶南、慶北、蔚山で改正メルカリ震度階級II程度の揺れを観測したと発表した。
高知県西部では、長周期地震動階級2を観測した。
| 階級 | 都道府県 | 観測点名                                                                                   |
| ---- | -------- | ------------------------------------------------------------------------------------------ |
| 2    | 高知県   | 宿毛市片島、土佐清水市有永                                                                 |
| 1    | 鳥取県   | 境港市東本町                                                                               |
| 1    | 愛媛県   | 松山市北持田町、宇和島市住吉町、愛媛鬼北町成川                                             |
| 1    | 高知県   | 四万十町窪川中津川、黒潮町入野                                                             |
| 1    | 熊本県   | 人吉市西間下町、多良木町多良木                                                             |
| 1    | 大分県   | 大分市明野北、臼杵市乙見、佐伯市蒲江蒲江浦、佐伯市堅田、佐伯市蒲江猪串浦、豊後大野市三重町 |
| 1    | 宮崎県   | 延岡市北方総合運動公園、都城市菖蒲原、小林市真方                                           |
| 1    | 鹿児島県 | 鹿児島市東郡元、薩摩川内市中郷、さつま町宮之城屋地、鹿児島空港                             |

## メカニズム
この地震の発震機構は東西方向に張力軸を持つ正断層型の地震であり、フィリピン海プレートの中で起きた「スラブ内地震」である。

## 南海トラフ地震との関連
この地震は南海トラフ巨大地震の想定震源域内で発生したが、想定される南海トラフ地震とはメカニズムが異なることなどから、巨大地震が発生する可能性が急激に高まったわけではないと気象庁は発表した。

## 被害
| 都道府県 | 人的被害 (人) | 人的被害 (人) | 人的被害 (人) | 住家被害 (棟) | 住家被害 (棟) | 住家被害 (棟) |
| 都道府県 | 死者          | 重傷          | 軽傷          | 全壊          | 半壊          | 一部破損      |
| -------- | ------------- | ------------- | ------------- | ------------- | ------------- | ------------- |
| 広島県   |               |               | 2             |               |               | 1             |
| 愛媛県   |               |               | 9             |               |               |               |
| 高知県   |               | 2             | 1             |               |               | 1             |
| 大分県   |               |               | 2             |               |               | 8             |
| 合計     | 0             | 2             | 14            | 0             | 0             | 10            |

この地震で16人の負傷者が確認されており、うち2人は顔の骨を折るなどの重傷を負った。揺れが強かった四国では、各地で土砂崩れや水道管の破裂などの被害が多発している。
本地震は、震度6弱という強い地震動であったにもかかわらず、他の同規模の地震に比べて被害が比較的少なかった。強い揺れが局地的であったことや、周期1秒以下の短周期の地震動が主体であったこと、400ガルを超える強い揺れの継続時間が2秒前後と短かったことなどが、震度6という大きな震度の割に建物被害が少なかった要因であると考えられている。

## 過去の主な地震
豊後水道では過去にもフィリピン海プレートのスラブ内地震と推定されている地震の記録がある。
1749年
寛延2年4月10日（1749年5月25日）に、宇和島城が破損し、大分では千石橋が破損した。大洲城では櫓の石垣が痛んだ。M6 3/4と推定され、1968年の地震に似る。
1841年
天保12年9月20日（1841年11月3日）に発生し、宇和島城で塀や壁に破損があった。M6程度と推定されている。
1854年
安政南海地震の2日後の嘉永7年11月7日（1854年12月26日）に発生し、伊予国西部や豊後国、豊前国などでは本震より強く感じられ、被害もあった。

1968年
昭和43年（1968年）8月6日に発生した。宇和島や大洲で震度5を観測し、M6.6と推定される。負傷者22，建物破損7、道路の損壊、山崩れがあった。